# Инуитски езици
Инуитските езици са най-разпространената група ескимоско-алеутски езици, говорени от около сто хиляди души в северна Канада, Гренландия и Аляска.
Инуитските езици се говорят на голяма и рядко населена територия и могат да имат големи различия помежду си. Близко родствени са с юпикските езици, които се обособяват преди около 1000 години.

## Класификация
Инуитски (98 000 говорещи)
- Инупиакски (3500 говорещи)
- Инувиалуктун (765 говорещи)
  - Сиглитун
  - Инуиннактун
  - Натсилингмиутут
- Инуктитут (40 000 говорещи)
  - Нунатсиавумтиутут (550 говорещи)
  - Нунавимиутитут
  - Южнобафински диалект
  - Севернобафински диалект
  - Айвиликски диалект
  - Киваликски диалект
- Гренландски (54 000 говорещи)
  - Западногренландски диалект (50 000 говорещи)
  - Източногренландски диалект (3500 говорещи)
  - Северногренландски диалект (1000 говорещи)